# 肯·罗奇
肯·罗奇（英語：Ken Roche，1941年10月24日—），澳大利亚男子田径运动员。他曾代表澳大利亚参加1962年和1966年大英帝国和英联邦运动会田径比赛，获得二枚金牌。他也曾参加1964年夏季奥运会。